# Yurihonjo

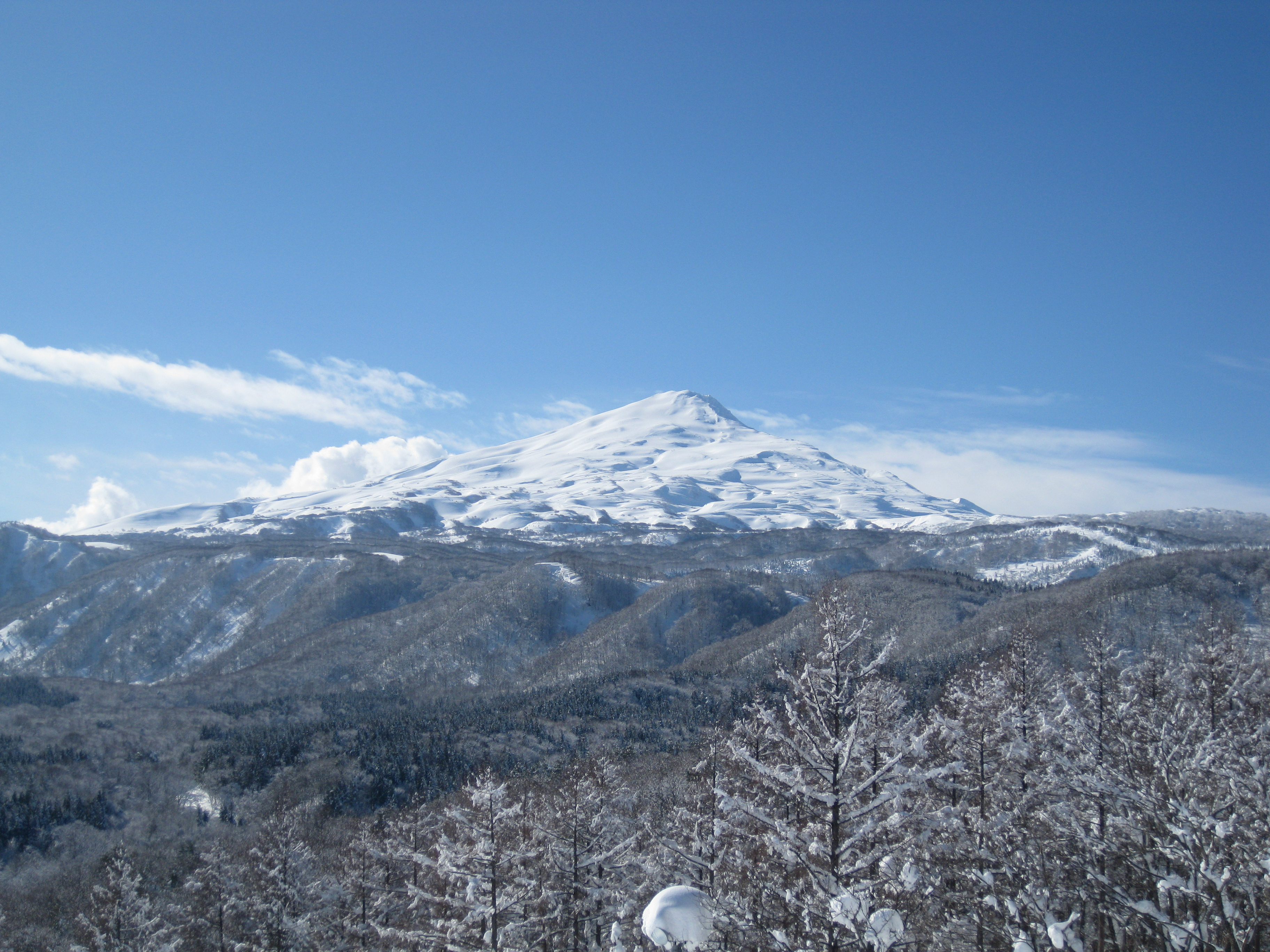
De berg Chōkai

Yurihonjo (Japans: 由利本荘市, Yurihonjō-shi) is een stad in de prefectuur Akita in het noorden van Honshu, Japan. Op 1 november 2009 had de stad 85.853 inwoners. De bevolkingsdichtheid bedroeg 71 inw./km². De oppervlakte van de stad is 1209,08 km². Door de stad loopt de rivier Koyoshi.

## Geschiedenis
Yurihonjo werd op 22 maart 2005 een stad (shi) na de samenvoeging van de stad Honjo (本荘市, Honjō-shi) en de gemeentes Yajima (矢島町, Yajima-machi), Iwaki (岩城町, Iwaki-machi), Yuri (由利町, Yuri-machi), Nishime (西目町, Nishime-machi), Chokai (鳥海町, Chōkai-machi), Higashiyuri (東由利町, Higashiyuri-machi) en Ouchi (大内町, Ōuchi-machi).

## Bezienswaardigheden
- Amasagi Village(天鷺村, Amasagi-mura), een uitgebreid toeristencentrum in het Iwaki-gebied in het noorden van Yurihonjo. Veel historisch materiaal: de samoerai woningen van de Unuma familie (overgebracht van de oorspronkelijke locatie) en een museum met meubels en wapenrusting van samoerai.
- Reusachtige Boeddha-beeld van Akata (赤田大仏, Akata daibutsu), een groot staand beeld van Boeddha
- Honjo park (本荘公園, Honjō kōen), de locatie van jaarlijkse kersenbloesemfestival (april) en azalea festival (mei).
- Yashio park (八塩いこいの森, Yashio ikoi no mori), dat beroemd is vanwege de gele kersenbloesem en het vuurwerk in mei.
- Regatta, jaarlijkse roeiwedstrijden over 500 en 1000 meter op de rivier Koyoshi in september. Drie middelbare scholen hebben een roeivereniging op nationaal niveau.
- Strand en jachthaven; Honjo heeft een breed strand en een jachthaven.
- Vuurwerkfestivals; elk gebied binnen Yurihonjo heeft in de zomer een vuurwerkfestival. De meest populaire is die op het strand van Michikawa.
- Hadaka matsuri (裸参り, lett. 'naakt festival') is een religieuze gebeurtenis in januari waarbij een groep mannen en jongens door de sneeuw naar het Shinzan heiligdom wandelen.
- Er zijn relatief veel onsen in Yurihonjō waarvan een aantal ook onderdak bieden. Bekend zijn Poporoko onsen en Taki onsen, waar aan de bronnen geneeskrachtige eigenschappen worden toegedicht.

## De berg Chokai
De berg Chokai (鳥海山, Chōkai-san) is een 2236m hoge stratovulkaan op de grens van de prefectuur Akita en de prefectuur Yamagata die voor het laatst in 1974 een uitbarsting kende. De berg is populair bij skiërs, klimmers en trekkers. Lager op de helling van Chokai zijn er bungalows en campings.
Op Chokai komen enkele unieke alpine planten voor zoals de Chokai-distel (チョウカイアザミ, chōkai azami) en de Chokai-vederdistel (チョウカイフスマ, chōkai fusuma).

## Lokale producten
- sake; er zijn vier sake-brouwerijen in Yurihonjo: Akita Homare, Yuri Masamune, Tenju en Dewanofuji.
- Gotenmari (ごてんまり); deze decoratieve ballen worden gemaakt van zijde en zijn een populair souvenir uit Yurihonjō.
- Honjo-lakwaren (本荘塗り, Honjō-nuri); in Honjo wordt door een aantal specialisten nog traditionele lakproducten gemaakt.
- 'berggroenten' (山菜, sansai); aan de voet van Chokai komen wilde groenten voor en in het voor- en najaar worden deze geplukt door voorbijgangers.

## Verkeer
Yurihonjo ligt aan de Uetsu-hoofdlijn van de East Japan Railway Company.
Yurihonj0 ligt aan Nihonkai-Tohoku-autosnelweg en aan de autowegen 7, 105, 107, 108, 341 en 398.

## Aangrenzende steden
- Akita (stad)
- Yokote
- Yuzawa
- Daisen
- Sakata
- Nikaho

## Stedenbanden
- , Vác, Hongarije sinds 25 september 1996
- , Yangsan, Zuid-Korea sinds 10 oktober 1998
- , Wuxi, Volksrepubliek China sinds 6 juli 2001

## Geboren in Yurihonj0
- Muraoka Kenzo (村岡兼造), een politicus van de Liberaal-Democratische Partij, minister van vervoer en regeringswoordvoerder.
- Tsuchida Masaki (土田正顕), het eerste hoofd van de Beurs van Tokio en later van de Japanse belastingdienst
- Yamauchi Mika (山内美加), een olympisch volleybalspeler.
- Kato Natsuki (加藤夏希), een Televisiebekendheid.
- Nibe Satoshi (仁部智), een pitcher van het Hiroshima Carp honkbalteam.